# Anna Kiełbasińska
Anna Kiełbasińska, född 26 juni 1990, är en polsk kortdistanslöpare. 
Hon har blivit polsk mästare utomhus sju gånger (100 meter 2014, 200 meter 2015, 2016 och 2017, 4×100 meter stafett 2016 samt 4×400 meter stafett 2013 och 2014) samt polsk mästare inomhus åtta gånger (200 meter 2011, 2012, 2014, 2015, 2016, 2017 och 2018 samt 400 meter 2009).

## Karriär
I mars 2023 vid inomhus-EM i Istanbul tog Kiełbasińska brons på 400 meter samt var en del av Polens stafettlag som tog brons på 4×400 meter.

## Personliga rekord
| Utomhus - 100 meter – 11,22 (Chorzów, 5 juni 2022) - 200 meter – 22,76 (La Chaux-de-Fonds, 14 augusti 2021) - 400 meter – 50,28 (Paris, 18 juni 2022) | Inomhus - 60 meter – 7,21 (Toruń, 30 januari 2021) - 200 meter – 23,02 (Toruń, 29 januari 2023) - 400 meter – 51,10 (Ostrava, 3 februari 2022) |